# Meister des Leitmeritzer Altars

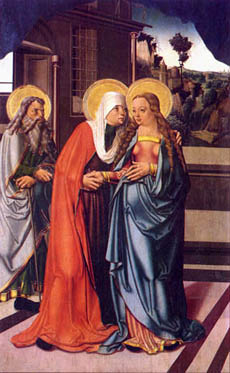
Meister des Altars von Litoměřice: Maria und Elisabeth (Die Heimsuchung), Böhmen, ca. 1505–10, Kloster Strahov

Als Meister des Leitmeritzer Altars, Meister des Altars von Leitmeritz oder auch Meister des Altars von Litoměřice (tsch. Mistr litoměřického oltáře) wird ein böhmischer Maler bezeichnet, der um 1500 in der Region um Prag tätig war. Der namentlich nicht bekannte Künstler erhielt seinen Notnamen nach einem Altar, den er zwischen 1502 und 1505 für eine Kirche in Litoměřice malte. Der Altar ist heute nur noch in Fragmenten erhalten und auf verschiedene Besitzer verteilt.
Der Meister des Leitmeritzer Altars zeigt starke Einflüsse der Renaissance aus Italien aber auch aus Frankreich und Flandern.  Während  die manchmal als Böhmische Malerschule zusammengefassten Maler der Gotik in Böhmen bis ins Jahr 1400 Böhmen und Prag zu den bedeutendsten Zentren des künstlerischen Geschehens in Europa machten und einen eigenständigen Stil entwickelten, ging die Bedeutung der Böhmischen Malerei dann zurück. Maler wie der Meister des Altars von Litoměřice nahmen dann gegen Ende des 15. Jahrhunderts neue künstlerische Impulse, in der Hauptsache den Stil umliegender Regionen auf. Der Meister ist einer der ersten Vertreter der Renaissance in Böhmen. Er ist ein wichtiger Vertreter der Malerei zur Zeit der Jagiellonen am Anfang des 16. Jahrhunderts in Böhmen, einer Zeit des Übergangs der Spätgotik in die Renaissance in Böhmen. Er steht am Beginn der Bemühungen unter Wladyslaw Jagiellonczyk um eine Erneuerung der Bedeutung der böhmischen Königskrone. Dazu wurde auch der Kult der böhmischen Landesheiligen gefördert und der Meister des Leitmeritzer Altars um 1509 mit der zweiten Ausmalung der Wenzelskapelle im Veitsdom in Prag im Renaissance-Stil beauftragt. Es wird aber vermutet, dass der Meister nicht als Hofmaler von der Gunst der Adeligen abhängig war, sondern vor allem für bürgerliche und kirchliche Auftraggeber tätig war.
Gemälde des Meisters des Leitmeritzer Altars finden sich heute in der Kunstgalerie von Litoměřice, im Agneskloster der Nationalgalerie Prag und in der Gemäldegalerie des Klosters Strahov, ebenfalls in Prag. Ein Bild der Mariä Heimsuchung in Strahov zeigt im Hintergrund eine der wegen ihrer Details kunsthistorisch bedeutendsten Landschaftsdarstellungen in der Böhmischen Kunst seiner Epoche. Weiter sind Werke des Meisters noch in Privatbesitz, aus dem 1999 Fragmente des Leitmeritzer Altars von der Nationalgalerie aufgekauft werden konnten.